# Calamotropha subalcesta
Calamotropha subalcesta là một loài bướm đêm trong họ Crambidae.